# Thamnophilus melanonotus
El batará dorsinegro (Thamnophilus melanonotus), también denominado batará encapuchado (en Colombia), hormiguero espalda negra (en Venezuela) o batará de espalda negra, es una especie de ave paseriforme perteneciente al numeroso género Thamnophilus de la familia Thamnophilidae. Es nativo del extremo norte de América del Sur.

## Distribución y hábitat
Se distribuye por la pendiente caribeña del norte de Colombia (sur y oeste hasta el norte de Bolívar) y noroeste de Venezuela (hacia el este hasta Miranda), también en el noreste de Colombia (valle de Zulia, Norte de Santander) y adyacente oeste de Venezuela (cordillera de Mérida).
Es poco común y local en el denso enmarañado del sotobosque de bosques caducifolios y matorrales áridos, principalmente debajo de los 500 m de altitud.

## Sistemática

### Descripción original
La especie T. melanonotus fue descrita por primera vez por el ornitólogo británico Philip Lutley Sclater en 1855 bajo el mismo nombre científico; localidad tipo «Santa Marta, Magdalena, Colombia».

### Etimología
El nombre genérico «Thamnophilus» deriva del griego «thamnos»: arbusto y «philos»: amante; «amante de arbustos»; y el nombre de la especie «melanonotus», proviene del griego «melanos»: negro y «nōtos»: de espalda; significando «de espalda negra».

### Taxonomía
Las especies Thamnophilus bernardi, T. melanonotus y T. melanothorax ya fueron situadas en el género Sakesphorus, pero fueron transferidas a Thamnophilus de acuerdo con los estudios de filogenia molecular de Brumfield & Edwards 2007, que confirmaron que Sakesphorus era polifilético, lo que fue reconocido por el South American Classification Committee (SACC) mediante la aprobación de la Propuesta N° 278. Es monotípica.
Los análisis moleculares indican que esta especie forma parte de un grupo con Thamnophilus amazonicus, T. melanothorax y el par hermanado entre T. insignis y T. divisorius.